# Psicologia individual
A expressão  psicologia individual pode ser usada em referência ao que é também conhecido por psicologia diferencial ou a psicologia das diferenças individuais. O uso desta expressão deve-se provavelmente a necessidade de dar um enfoque mais individualista do que o encontrado na psicologia convencional das diferenças individuais, onde há freqüentemente um preconceito em relação à pesquisa nomotética. Contudo, mais comumente, a expressão é usada em referência à psicologia de Alfred Adler. Embora após seu rompimento com Freud, Adler tenha denominado temporariamente sua obra de "psicanálise livre", posteriormente rejeitou o rótulo de "psicanalista" e seu trabalho tornou-se conhecido como "Psicologia Individual". No contexto da psicologia adleriana, isto significa que um indivíduo é "indivisível", ou seja, as pessoas deveriam ser tratadas holisticamente.
A psicologia adleriana compartilha paralelos com a psicologia humanista de Abraham Maslow, que citou a influência de Adler em suas próprias teorias. Tanto a psicologia individual quanto a psicologia humanista asseveram que o ser humano é quem melhor determina suas próprias necessidades, desejos, interesses e desenvolvimento.
Entres os psicólogos e terapeutas que poderiam ser denominados "psicólogos individuais" no sentido adleriano, estão Rudolf Dreikurs e Henry Stein.